# Jan Vlieger
Jan Vlieger (Amsterdam, 20 januari 1911 – Nieuwehorne, 14 februari 1993) was een Nederlands botanicus, houtvester en natuurbeschermer die in het bijzonder bekend werd door zijn wetenschappelijke bijdragen aan de vegetatiekunde.

## Levensloop
Vlieger werd in 1911 geboren in Amsterdam en groeide op in Bussum. Hier volgde hij het voortgezet onderwijs aan het Goois Lyceum, dat destijds de Gooische Hoogere Burgerschool heette. Daaropvolgend studeerde hij bosbouw aan de Landbouwhogeschool (nu Wageningen University & Research). Onder leiding van Jacob Jeswiet kwam hij in een vroeg stadium al in aanraking met de vegetatiekunde. Daaropvolgend ging hij in de leer bij de vegetatiekundigen Reinhold Tüxen en Josias Braun-Blanquet.
Na de Tweede Wereldoorlog hield Vlieger zich aanzienlijk minder bezig met de vegetatiekunde. Hij werd houtvester van Friesland en het grootste deel van Groningen. In Noord-Nederland heeft hij veel betekent voor de omvorming van de naaldbossen die enkel fungeerde als productiebossen naar meer natuurlijke, gemengde bossen.

## Beschreven syntaxa
In het onderstaande overzicht staan syntaxa waarvan Vlieger syntaxonauteur is en waarvan een artikel op de Nederlandstalige Wikipedia beschikbaar is. De syntaxa zijn chronologisch gerangschikt per syntaxonomische rang.
Klassen
- klasse van eiken- en beukenbossen op voedselrijke grond – Querco-Fagetea Br.-Bl. & Vl. in Vl. 1937
- klasse van naaldbossen – Vaccinio-Piceetea Br.-Bl. in Br.-Bl., Siss. & Vl. 1939

Orden
- orde van naaldbossen – Vaccinio-Piceetalia Br.-Bl. in Br.-Bl., Siss. & Vl. 1939